# 金孝俊
金孝俊（韩语： Gim Seojun，1990年10月28日—），旧名金埈弘（韩语： Gim Junhong），韩国男子射击运动员，2023年世界射击锦标赛男子25米手枪速射团体铜牌得主、2022年亚洲运动会男子25米手枪速射团体银牌得主。